# Turban

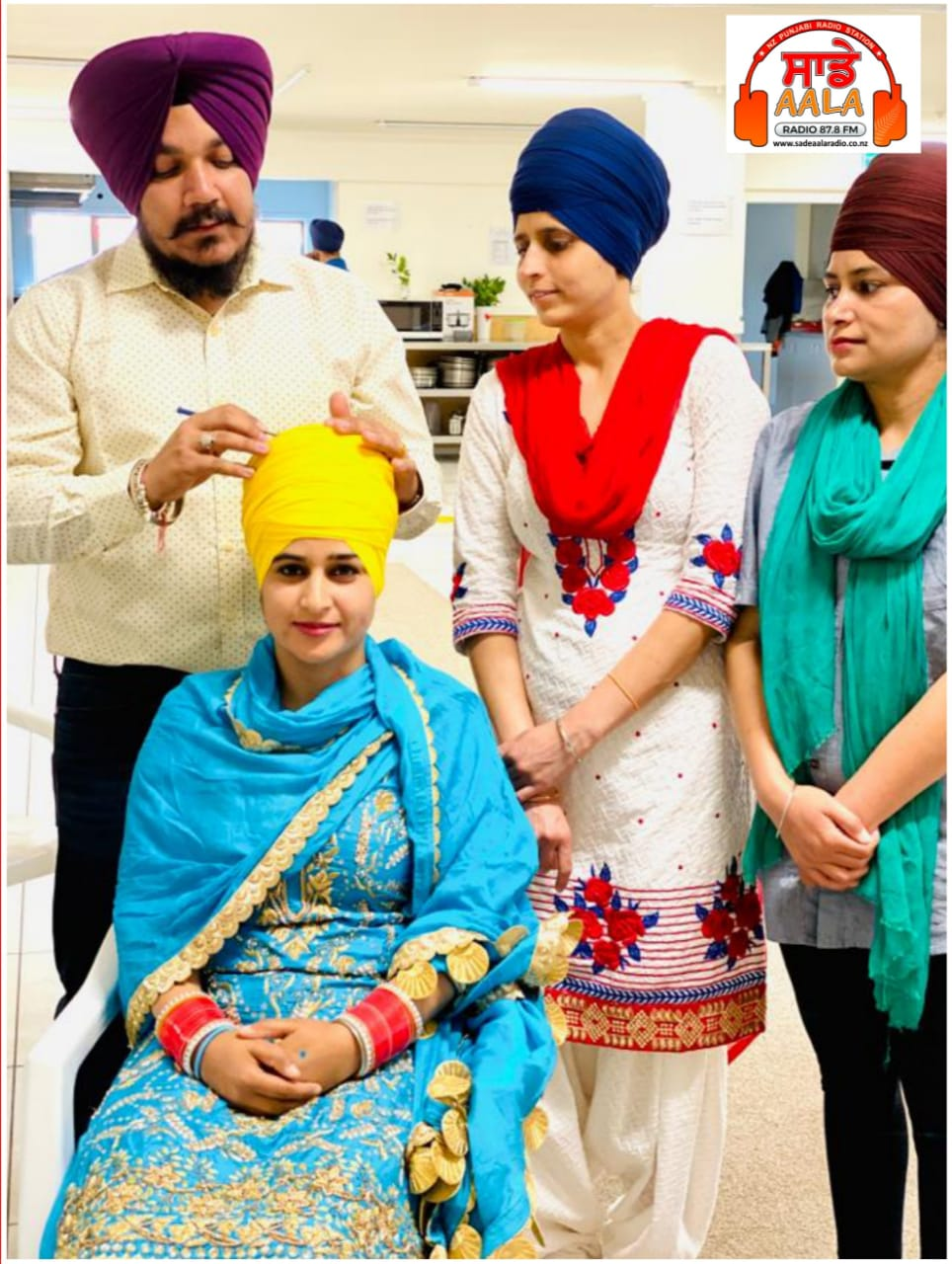

Turban (z języka perskiego: دلبنت dulband) – męskie nakrycie głowy używane często w Indiach, krajach Półwyspu Arabskiego, w Iranie i Afganistanie, oraz w muzułmańskich krajach Afryki m.in. w Sudanie. W poszczególnych krajach nazywany jest lokalnymi nazwami: po arabsku عمامة; ‘imamah, turecku tülbent, w hindi pagri. Turbany nosili również m.in. przedkolumbijscy Majowie. Turban jest zwijany ręcznie z tkaniny bawełnianej o długości do 4 m. Sposobu wiązania turbanu muzułmanie uczą się przede wszystkim od starszych (np. ojców). Nie ma jednej metody. Stąd różny ich wygląd w poszczególnych krajach.
Nieco zmodyfikowane turbany używane też były czasem przez kobiety, na przykład w latach trzydziestych i czterdziestych XX wieku.

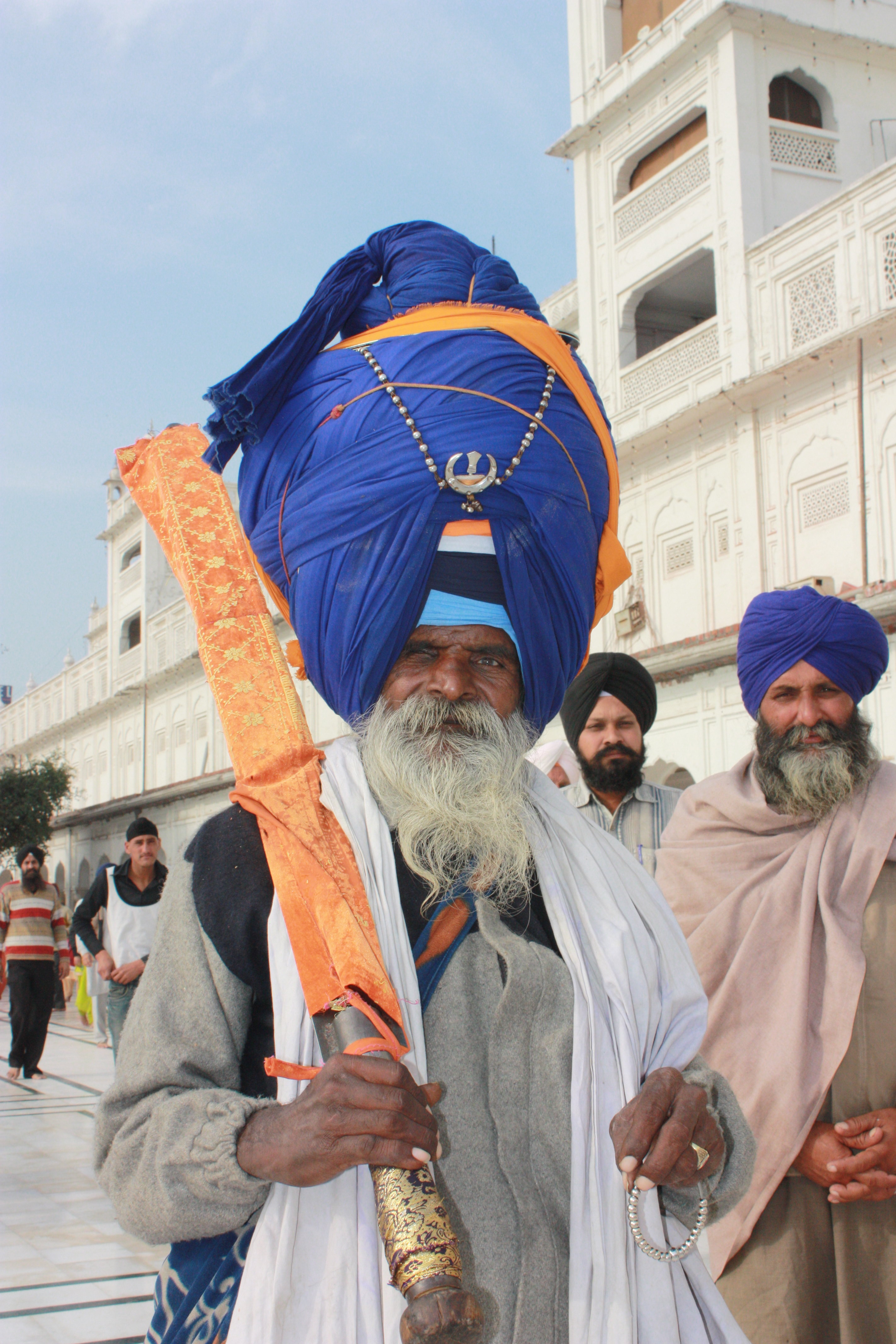
Sikh w turbanie
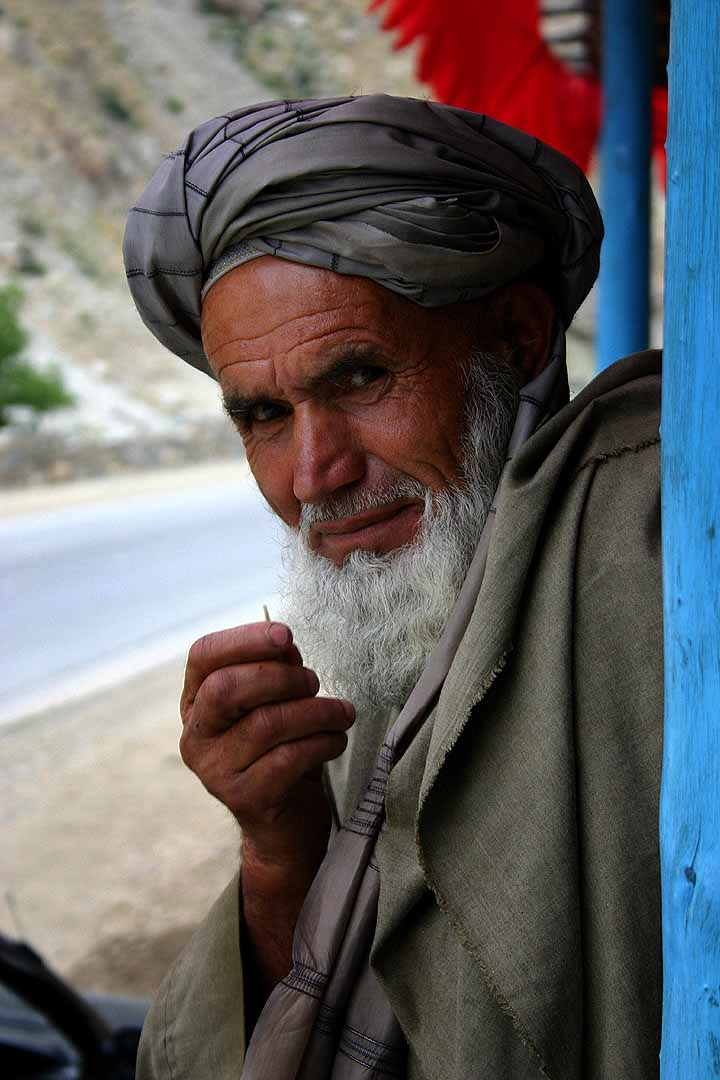
Afgańczyk w turbanie
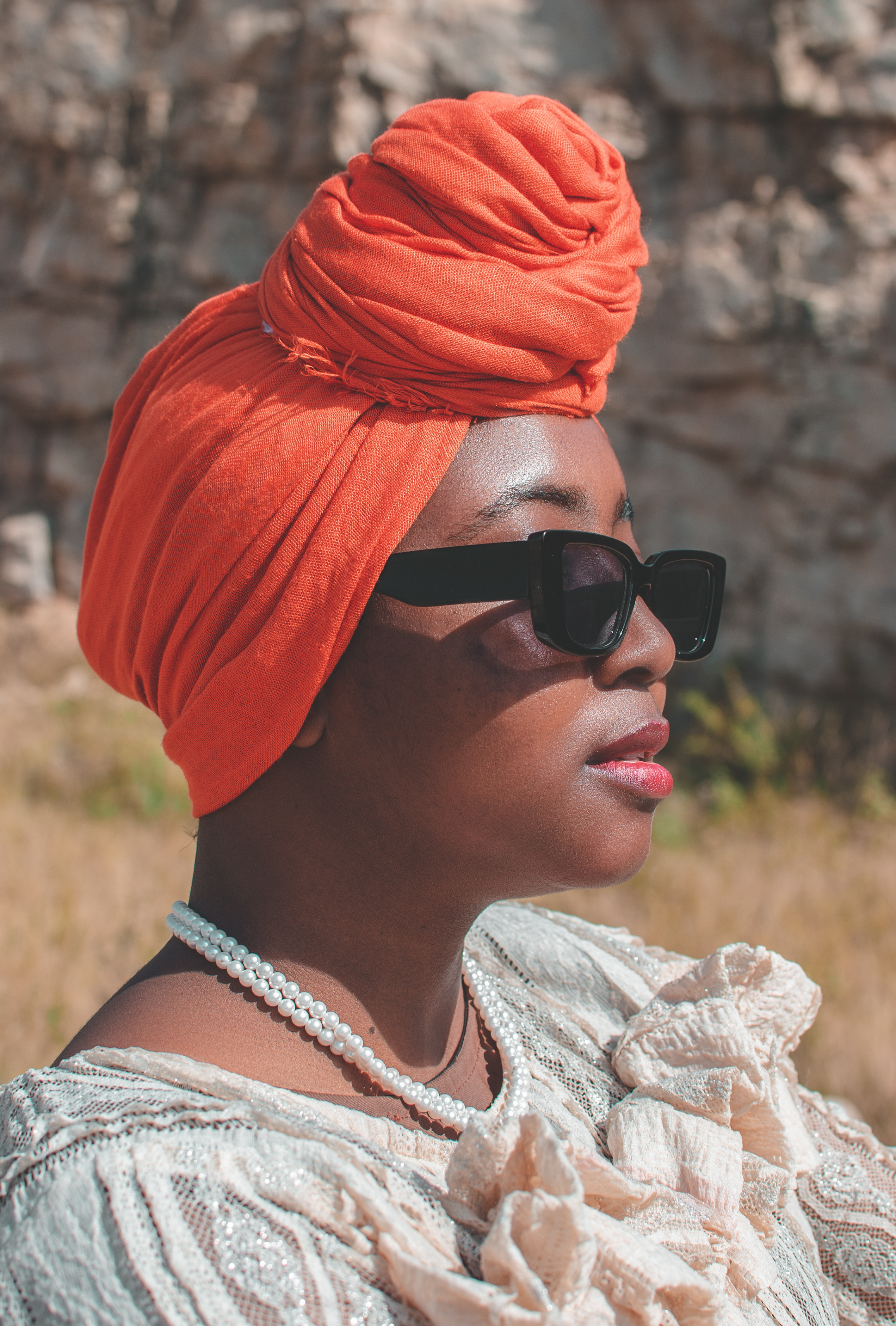
Nigeryjka w turbanie
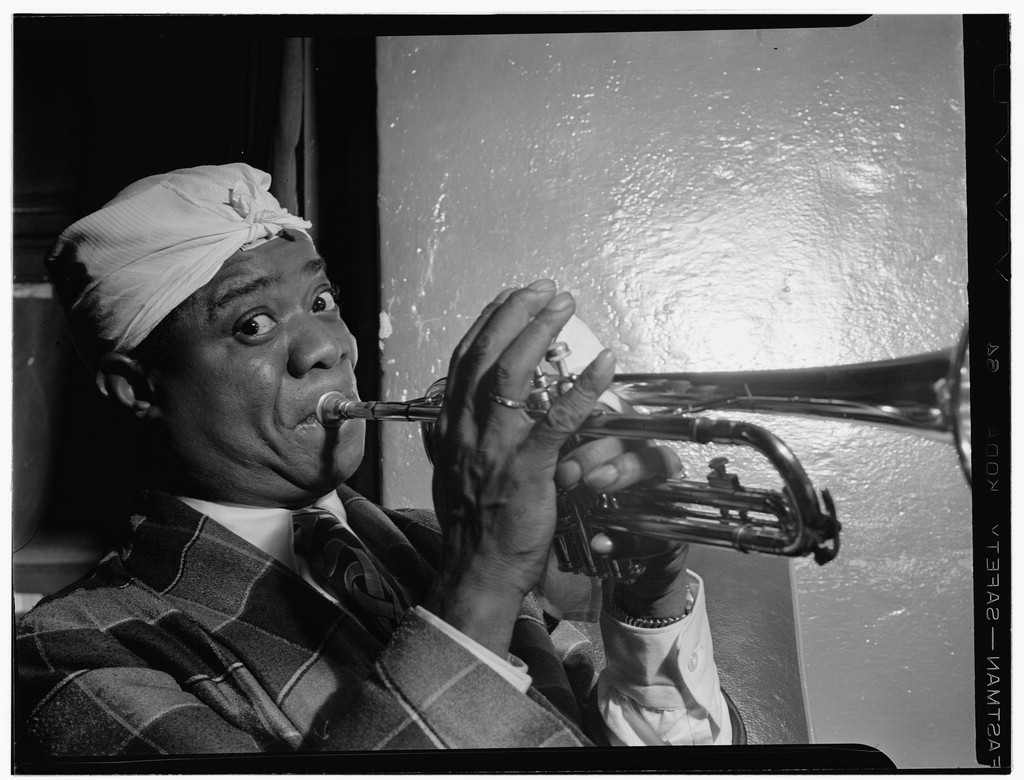
Louis Armstrong w turbanie (1946)
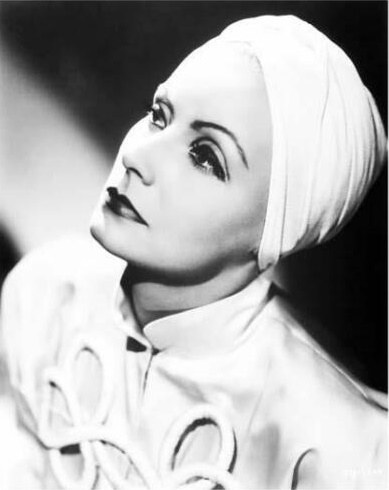
Greta Garbo w turbanie (1934)
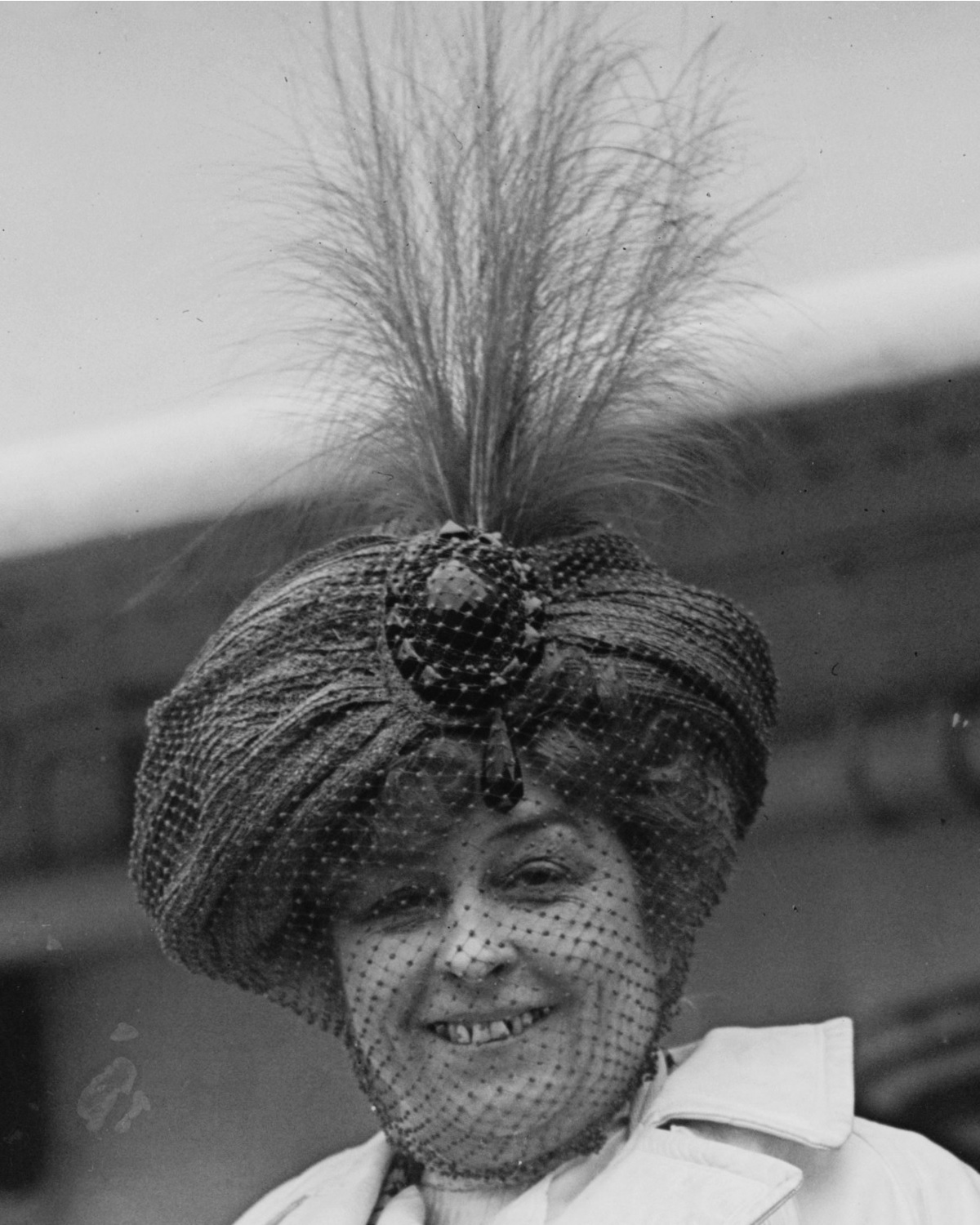
Amelia Bingham w turbanie (1910)
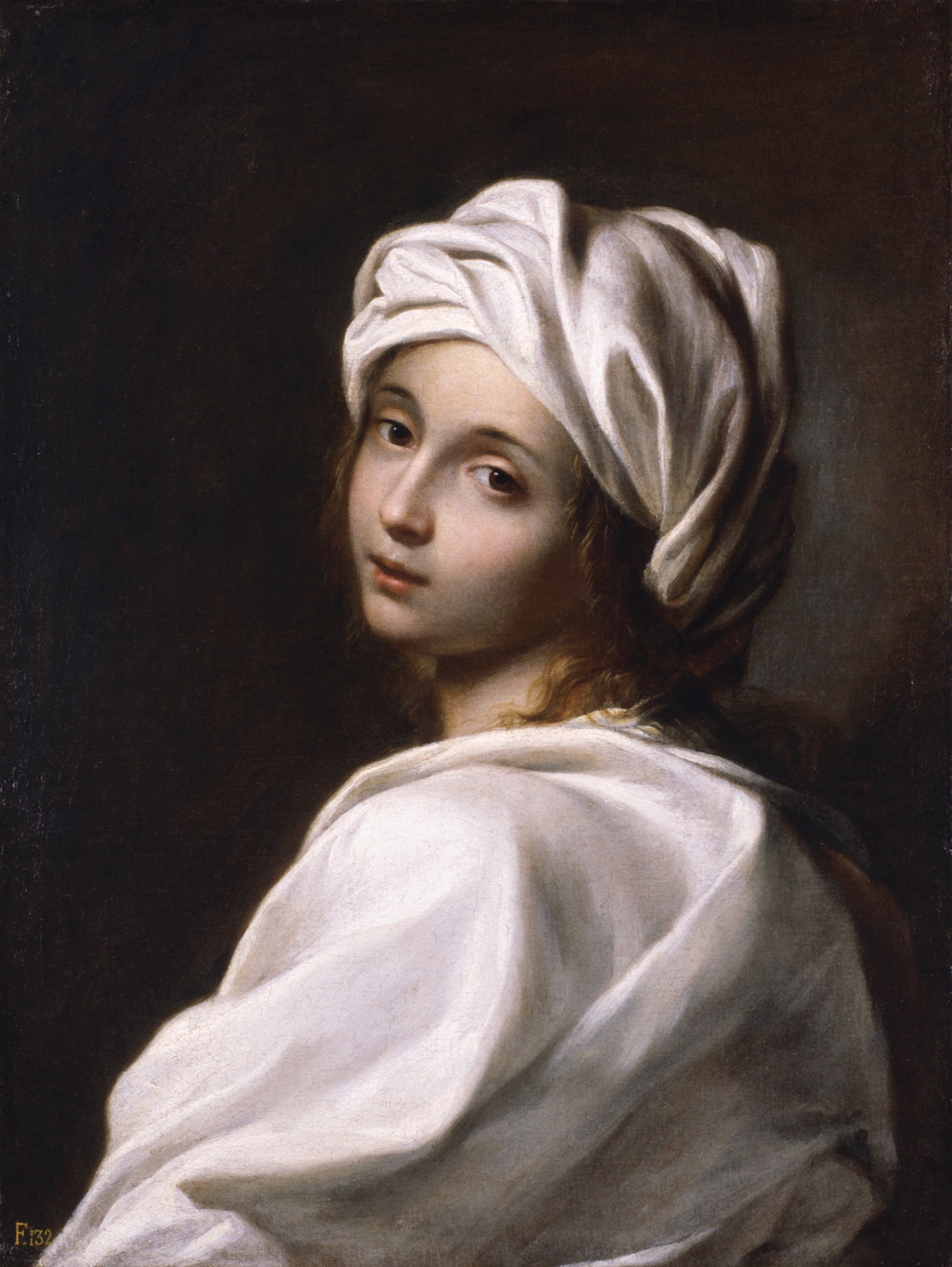
Portret Beatrice Cenci (ok. 1600)
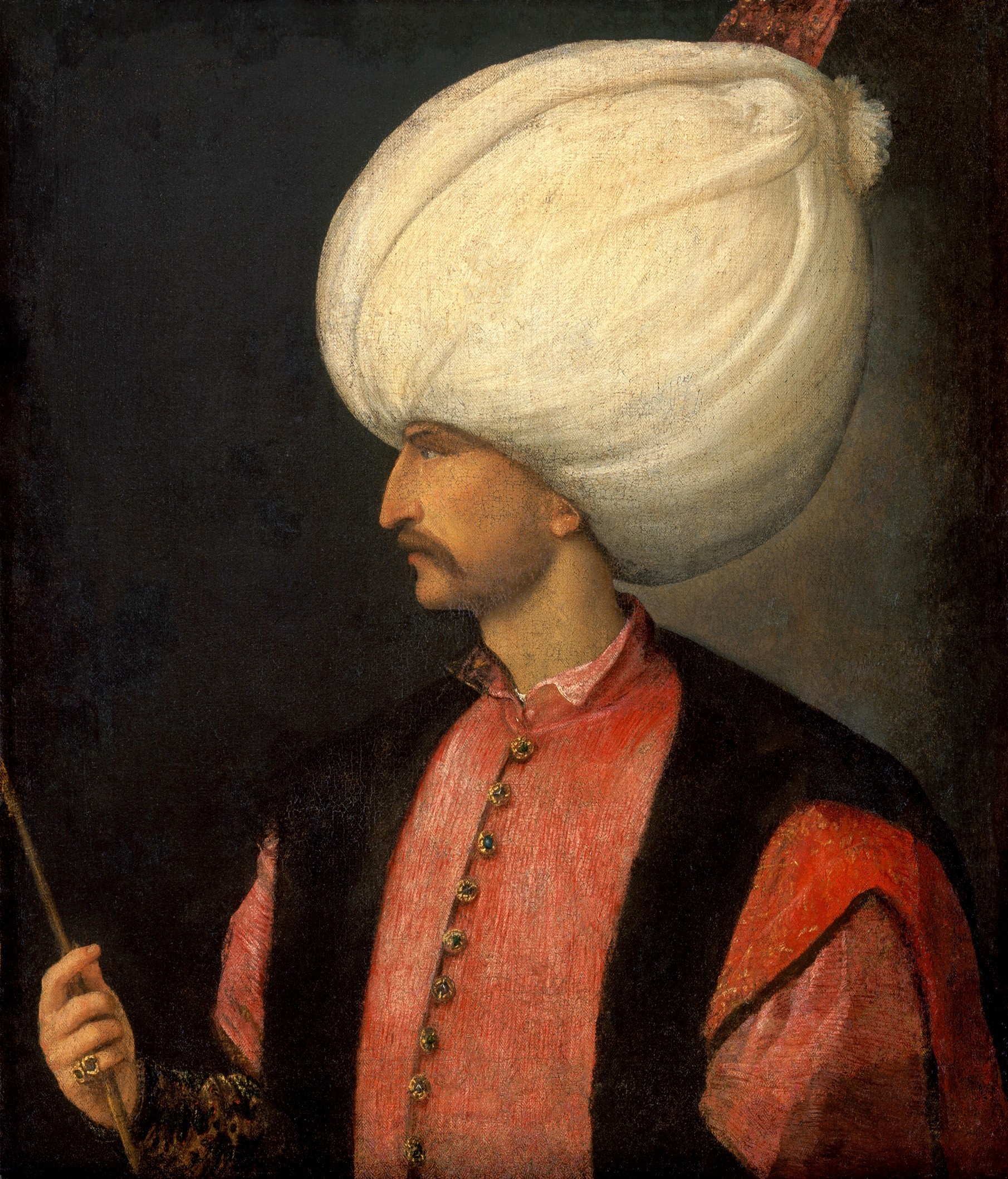
Sulejman Wspaniały (ok. 1503)